# Jake Hager
Donald Jacob Hager, Jr. (Perry, 24 de março de 1982) é um lutador de luta profissional, lutador de MMA americano e lutador da AEW, onde atua sob o nome de Jake Hager. Ele também é conhecido por sua passagem na WWE, onde atuou sob o nome de Jack Swagger.
Hager estudou na Universidade de Oklahoma, praticando dois esportes: futebol americano e wrestling. Ele mudou completamente para o wrestling e, em 2006, se tornou recordista, fazendo 30 pins em uma temporada. Após um teste, Hager foi contratado pela WWE, na metade de 2006. Ele estreou no território de desenvolvimento Deep South Wrestling em setembro, sendo transferido para o Ohio Valley Wrestling em janeiro do ano seguinte. Alguns meses depois, Hager estreou na Florida Championship Wrestling (FCW), onde foi o último Campeão Sulista dos Pesos-Pesados e o primeiro Campeão Floridense dos Pesos-Pesados.
No fim de 2008, estreou na ECW sob o nome de Jack Swagger, e em janeiro de 2009 se tornou Campeão da ECW. Em 2010, como parte do Raw, ganhou uma luta Money in the Bank no WrestleMania XXVI, e dois dias depois, em 2 de abril, no SmackDown, derrotou Chris Jericho e se tornou Campeão Mundial dos Pesos-Pesados. Ele ficou com o título até junho do mesmo ano. Em 2012, Swagger ganhou o WWE United States Championship.
Em 2019 assinou pela All Elite Wrestling com o nome Jake Hager e faz parte da facção "The Inner Circle", em conjunto com Chris Jericho, Sammy Guevara, Santana & Ortiz.

## Carreira no wrestling amador
A Universidade de Oklahoma recrutou Hager como um atleta de dois esportes. Ele jogou futebol americano, sendo o melhor defensive tackle atrás dos jogadores da National Football League Tommie Harris e Dusty Dvoracek. Ele se juntou ao time de wrestling como um peso-pesado. Durante seu primeiro ano ele conheceu Jim Ross, que era o Chefe de Talentos da World Wrestling Entertainment (WWE), e Ross o encorajou a procurá-lo após se formar. Em 2006, ele realizou 30 pins, um recorde.

## Carreira no wrestling profissional

### WWE (2006—2017)

#### Territórios de desenvolvimento (2006—2008)
Em 2006, Hager fez uma luta na Deep South Wrestling (DSW), sendo contratado e estreando em setembro de 2006, sob seu nome real, derrotando  Antonio Mestre. Ele competiu principalmente em lutas não televisionadas, antes de ser transferido para a Ohio Valley Wrestling (OVW) em janeiro de 2007. Ele estreou derrotando Atlas DaBone, e começando uma rivalidade com K.C. James. Hager formou diversas duplas para enfrentar James e Cassidy James. Enquanto nos territórios de desenvolvimento, ele apareceu como um segurança durante uma briga entre John Cena e Umaga no Raw.
Em agosto de 2007, Hager foi transferido para a Florida Championship Wrestling (FCW), onde começou uma rivalidade com TJ Wilson. Em 15 de fevereiro de 2008, na Florida State Fair em Tampa, Hager e Ted DiBiase, Jr. foram os últimos participantes de uma Battle Royal de 23 lutadores. Os dois se enfrentaram e Hager derrotou DiBiase para se tornar o primeiro Campeão Floridense dos Pesos-Pesados. Em 22 de março de 2008, Hager enfrentou o Campeão Sulista dos Pesos-Pesados Heath Miller em New Port Richey, com os dois títulos em jogo. Hager derrotou Miller, unificando os títulos. Mais tarde, ele defendeu o título contra Miller, TJ Wilson, James Curtis e Gabe Tuft.
Durante esse período, o personagem de Hager nunca havia sido derrotado na FCW. Sua primeira derrota aconteceu em uma luta não televisionada antes do Raw de 18 de agosto de 2008, quando foi derrotado por William Regal. Ele também foi derrotado por D'Lo Brown em outra luta não televisionada, antes de derrotar Jamie Noble em uma luta antes do SmackDown de 29 de agosto. Ele perdeu o FCW Florida Heavyweight Championship para Sheamus O'Shaunessy em 18 de setembro, após estrear na ECW.

#### Estreia e Campeão da ECW (2008—2009)

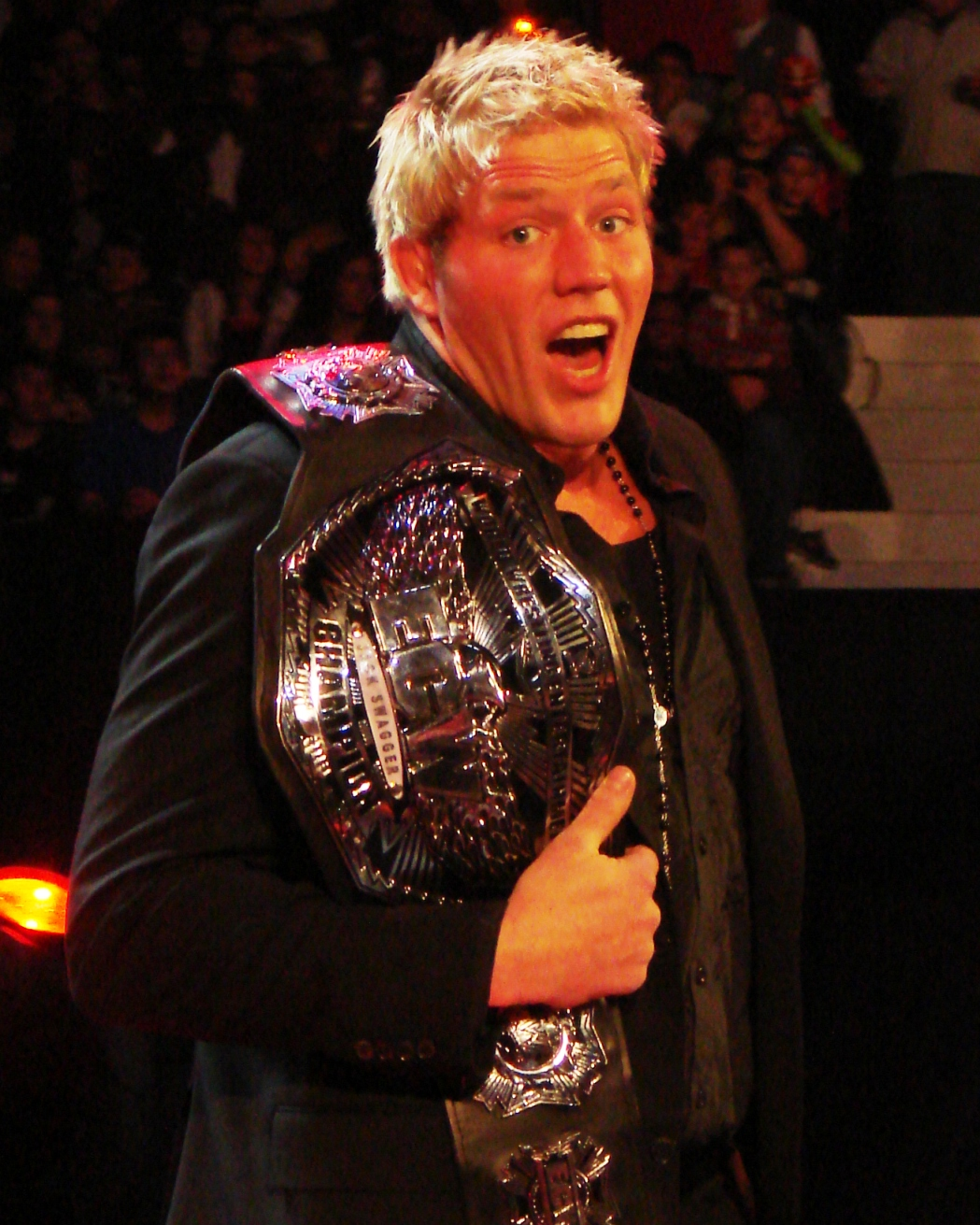
Swagger como Campeão da ECW em janeiro de 2009.

Em 9 de setembro de 2008, Hager estreou na ECW sob o nome de Jack Swagger, derrotando um lutador local. Ele logo de estabilizou como vilão ao começar uma rivalidade com Tommy Dreamer. Ele atacou Dreamer na ECW de 23 de setembro, quando Dreamer interferiu em um ataque de Swagger ao lutador local Chase Stevens. Ele derrotou Dreamer novamente em uma luta de wrestling amador. A rivalidade dos dois acabou em uma luta Extreme Rules, vencida por Swagger, que ainda não havia sido derrotado na ECW.
Ele desafiou Matt Hardy pelo ECW Championship, e o derrotou na ECW de 30 de dezembro, se ganhando o ECW Championship. Ele foi derrotado pela primeira vez na ECW em 3 de fevereiro, por Finlay. Depois de defender seu título contra Hardy no Royal Rumble e Finlay no No Way Out, Swagger começou uma rivalidade com Christian, para quem perderia o ECW Championship no Backlash, após 104 dias como campeão. Ele tentou reconquistar o título em uma luta Triple Threat hardcore no Extreme Rules, mas acabou derrotado. Ele também não conseguiu reconquistar o ECW Championship no The Bash, durante uma Championship Scramble.

#### Raw (2009—2010)
Em 29 de junho de 2009, Swagger foi transferido para o Raw, estreando em uma luta Gauntlet contra o Campeão da WWE Randy Orton, durante a qual deixou ser desqualificado por contagem para impressionar Orton. No Raw de 13 de julho, ele ganhou sua primeira luta no programa ao derrotar Montel Vontavious Porter (MVP). Eles se enfrentaram no SummerSlam, em uma luta vencida por MVP. Swagger passou a buscar o WWE United States Championship. Ele enfrentou Kofi Kingston, o campeão, em 21 de setembro, mas perdeu por contagem após abandonar o ringue, roubar o cinturão e fugir. Kingston pegou seu cinturão de volta durante um confronto com The Miz. Swagger foi novamente derrotado pelo título no Hell in a Cell.
Em 1° de março de 2010, no Raw, Swagger derrotou Santino Marella, se qualificando para a Money in the Bank ladder match no WrestleMania XXVI, luta que venceu, ganhando um contrato que poderia ser usado para desafiar qualquer campeão mundial. Durante o Raw pós-WrestleMania, Swagger tentou utilizar seu contrato contra o Campeão da WWE John Cena, mas desistiu quando percebeu que Cena ainda poderia competir justamente.

#### SmackDown e Campeão Mundial dos Pesos-Pesados (2010—2011)
Swagger usou seu contrato durante as gravações do SmackDown em 30 de março de 2010, após o Campeão Mundial dos Pesos-Pesados Chris Jericho ter sido atacado por Edge. Swagger derrotou Jericho e ganhou o World Heavyweight Championship pela primeira vez em sua carreira. Ele defendeu o título contra Edge e Jericho em uma luta Triple Threat no SmackDown de 16 de abril, e contra Randy Orton em uma luta Extreme Rules no Extreme Rules. No Over the Limit, Swagger novamente reteve seu título, dessa vez contra The Big Show, se desqualificando propositadamente.
No Fatal 4-Way em 20 de junho, ele perdeu o título para Rey Mysterio em uma luta que também envolvia CM Punk e Big Show. No Money in the Bank, ele foi novamente derrotado por Mysterio. James Golden, mais conhecido como Bunkhouse Buck, fez duas aparições como o pai de Swagger. Nas duas vezes, Swagger abandonou seu pai para ser atacado por outros lutadores. No final de 2010, Swagger passou a ser acompanhado por um mascote, Swagger Soaring Eagle, interpretado por Chavo Guerrero. No TLC: Tables, Ladders & Chairs, Swagger competiu em uma luta de escadas pelo WWE Intercontinental Championship contra Kofi Kingston e Dolph Ziggler, mas não conseguiu conquistar o título. Em janeiro de 2011, no Royal Rumble, Swagger foi eliminado por Rey Mysterio.
Em 28 de fevereiro de 2011, no Raw, Swagger foi anunciado como treinador de Michael Cole para uma luta no WrestleMania XXVII contra Jerry Lawler. No Raw de 28 de março, Swagger enfrentou Lawler, vencendo a luta por desqualificação após Lawler lhe atacar com uma cadeira. No WrestleMania, Swagger foi atacado pelo árbitro Stone Cold Steve Austin ao tentar tirar Cole da luta. Cole acabou vencendo a luta por desqualificação em decorrência da interferência de Austin.

#### Campeão dos Estados Unidos e dupla com Dolph Ziggler (2011—2013)

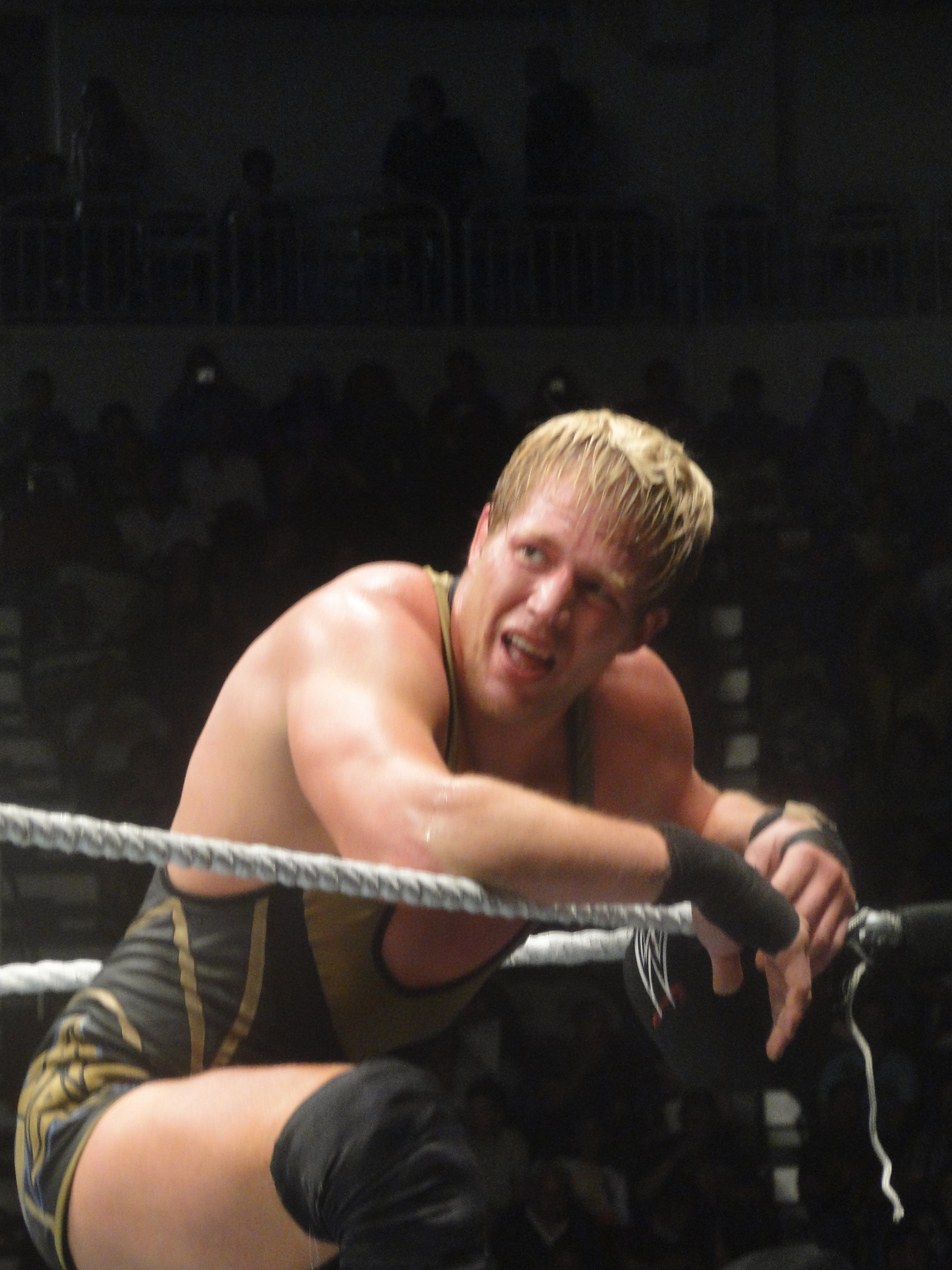
Jack Swagger em um evento da WWE em 2011

Em 26 de abril, Swagger foi transferido para o Raw durante Draft Suplementar de 2011. Em 1° de maio, no Extreme Rules, Swagger se aliou a Cole para derrotar Jerry Lawler e Jim Ross em uma luta Country Whipping. No Raw de 16 de maio, Swagger terminaria sua aliança com Cole, após ser insultado durante a assinatura de um contrato para uma luta contra Jerry Lawler no Over the Limit.
A partir de 23 de maio, Swagger começaria uma rivalidade com Evan Bourne, com os dois trocando vitórias nos episódios seguintes do Raw. No WWE Capitol Punishment, Bourne derrotou Swagger. Swagger competiu em sua segunda luta Money in the Bank no Money in the Bank, luta vencida por Alberto Del Rio. No Raw de 15 de agosto, após derrotar Alex Riley, Swagger sugeriria a Vickie Guerrero que ela fosse sua manager. Swagger e o outro cliente de Vickie, Dolph Ziggler, começariam uma rivalidade por Guerrero, o que os levaria a uma luta no Night of Champions pelo United States Championship de Ziggler, com Riley e John Morrison também envolvidos. Ziggler, no entanto, reteve o título.
No Raw de 26 de setembro, Vickie finalmente se tornaria oficialmente manager de Swagger, que ajudaria Ziggler a manter o United States Championship em uma luta contra Zack Ryder. Swagger e Ziggler enfrentaram Air Boom pelo WWE Tag Team Championship no Hell in a Cell e no Vengeance, mas foram derrotados nas duas ocasiões.
Foi anunciado no website da WWE que Swagger faria parte do time de Wade Barrett no Survivor Series. Swagger foi o sexto eliminado do combate, mas seu time venceu a luta. No TLC: Tables, Ladders & Chairs, Swagger foi derrotado por Sheamus. Ele foi derrotado por CM Punk no Raw de 9 de janeiro, sendo, pela estipulação, banido, com Vickie Guerrero, da luta entre Punk e Ziggler no Royal Rumble. No Raw de 16 de janeiro, Swagger derrotou Zack Ryder, se tornando Campeão dos Estados Unidos. Ele defendeu o título contra Justin Gabriel no Elimination Chamber e o perdeu para Santino Marella no Raw de 5 de março. No WrestleMania XXVIII, ele fez parte do time de John Laurinaitis, que derrotou o de Theodore Long. No Over the Limit, Swagger e Ziggler enfrentaram Kofi Kingston e R-Truth eplo WWE Tag Team Championship, mas foram derrotados.
Antes do No Way Out, Swagger participou de uma luta de eliminação contra Christian, The Great Khali e Dolph Ziggler para decidir o desafiante pelo World Heavyweight Championship; durante a luta, Swagger foi eliminado por Ziggler. No Raw seguinte ao No Way Out, Ziggler derrotou Swagger, tornando-se o único cliente de Vickie Guerrero. No SmackDown de 29 de junho, Swagger foi derrotado por Tyson Kidd em uma luta qualificatória para a luta Money in the Bank pelo World Heavyweight Championship. Após ser derrotado por Sheamus no Raw de 3 de setembro, Swagger avisou a Gerente Geral AJ Lee que estava deixando as lutas por tempo indeterminado.

#### Aliança com Zeb Colter e Antonio Cesaro (2013—2014)

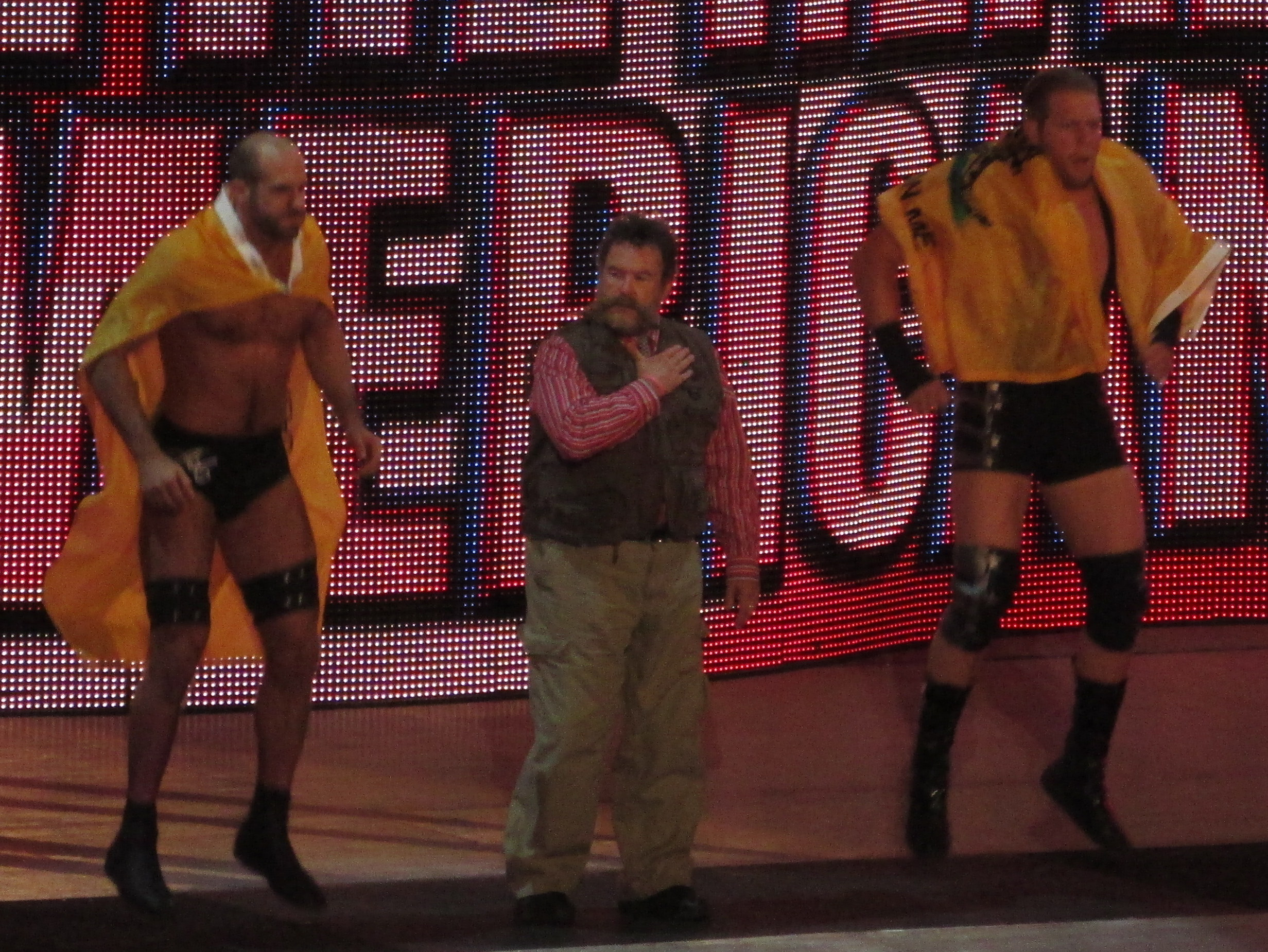
Swager com Colter e Cesaro como os Real Americans

Ele retornou durante o SmackDown de 1 de fevereiro de 2013, interrompendo um anúncio do Gerente Geral Booker T e exigindo ser colocado na Elimination Chamber pelo Campeonato Mundial dos Pesos-Pesados no evento Elimination Chamber. Na mesma noite, ele derrotou Kofi Kingston. Ele passou a ser acompanhado por Zeb Colter, um veterano da Guerra do Vietnã xenófobo, e venceu a Elimination Chamber ao eliminar Randy Orton, tornando-se o desafiante pelo título no WrestleMania 29. Em 20 de fevereiro, Swagger foi preso por dirigir embriagado e possuir maconha. No Raw de 18 de maio, Swagger quebrou o tornozelo de Ricardo Rodriguez (na história) após este tentar salvar Alberto Del Rio, o Campeão Mundial dos Pesos-Pesados, de um ataque de Swagger. No WrestleMania 29, Swagger foi derrotado por Del Rio. No Raw da noite seguinte, Swagger e Colter foram derrotados por Del Rio em uma luta 2-contra-1. Após o combate, Swagger atacou Del Rio, o que permitiu Dolph Ziggler a utilizar seu contrato Money in the Bank, derrotar Del Rio e conquistar o título. Swagger começaria uma rivalidade com Del Rio e Ziggler pelo título, atacando os outros dois. Swagger originalmente iria enfrentar os dois em uma luta de escadas pelo título no Extreme Rules, mas Ziggler sofreu uma concussão nas gravações de um SmackDown após ser chutado na cabeça por Swagger, sendo removido da luta. Como resultado, Swagger foi derrotado por Del Rio em uma luta "I Quit" no Extreme Rules. Por vencer Swagger, Del Rio se tornou o desafiante pelo título de Ziggler. Nos meses seguintes, Swagger e Colter aliaram-se a Antonio Cesaro, com este e Swagger formando uma dupla conhecida como "The Real Americans".
No Money in the Bank, Swagger e Cesaro competiram na luta Money in the Bank por uma chance pelo World Heavyweight Championship, mas o combate foi vencido por Damien Sandow. No Raw da noite seguinte, os Real Americans foram derrotados pelos Usos. Durante o pré-show do Night of Champions, os Real Americans competiram em uma luta Turmoil para determinar os desafiantes pelo WWE Tag Team Championship, sendo eliminados pelos Prime Time Players (Darren Young e Titus O'Neil). Simultaneamente, os Real Americans começaram uma rivalidade com Santino Marella após ele derrotar os dois em combates individuais. No Battleground, os Real Americans derrotaram a dupla de Marella e The Great Khali. Os Real Americans começaram uma rivalidade com Los Matadores, culminando em uma luta no Hell in a Cell, vencida por Los Matadores. Na noite seguinte, no Raw, os Real Americans derrotaram os campeões de duplas Cody Rhodes e Goldust. No Survivor Series, Swagger, Cesaro, Roman Reigns, Dean Ambrose e Seth Rollins derrotaram Rey Mysterio, Cody, Goldust e os Usos. Eles participaram de uma luta pelo título no TLC: Tables, Ladders & Chairs contra Rhodes e Goldust, Ryback e Curtis Axel, e Big Show e Rey Mysterio. Swagger participaria do Royal Rumble de 2014, mas seria eliminado por Kevin Nash. No SmackDown de 14 de fevereiro, Swagger derrotou Mysterio, Kofi Kingston e Mark Henry para se tornar o desafiante pelo título intercontinental. No Elimination Chamber ele seria derrotado pelo campeão Big E.
Durante o pré-show do WrestleMania XXX, os Real Americans foram os últimos eliminados de uma luta de quatro times pelo título de duplas. Swagger culpou Cesaro pela derrota e o colocou no Patriot Lock antes de Colter fazer com que os dois apertassem as mãos. Em retaliação, Cesaro aplicou um Cesaro Swing em Swagger. Mais tarde naquela noite, Cesaro participou e venceu a André the Giant Memorial Battle Royal. Swagger retaliou no Raw do dia seguinte, atacando Cesaro e destruindo seu troféu que simbolizava a vitória no WrestleMania.

#### Diversas rivalidades (2014—2017)
Após a dissolução da dupla, Swagger manteria uma rivalidade com Cesaro. Os dois competiriam em uma luta de eliminação com Rob Van Dam no Extreme Rules, combate vencido por Cesaro. No Raw de 5 de maio, Swagger e Zeb Colter foram interrompidos pelo estreante Adam Rose. Por um mês, Swagger seria derrotado por Rose ao se distrair pelos acompanhantes de Rose, os "Rosebuds". Swagger competiria na luta Money in the Bank vencida por Seth Rollins.
No Raw de 30 de junho, Swagger se tornaria um heroi após confrontar Rusev e Lana enquanto eles desrespeitavam os Estados Unidos. Swagger seria derrotado por Rusev no Battleground e no SummerSlam. No Raw de 1 de dezembro, Swagger encontraria Colter espancado em um corredor, com Rusev admitindo o ataque. No TLC: Tables, Ladders and Chairs, Swagger seria novamente derrotado por Rusev em um combate pelo WWE United States Championship.
A partir do começo de 2015, Swagger lutaria predominantemente no Main Event e Superstars. No Royal Rumble, Swagger foi eliminado por Big Show. No WrestleMania 31, Swagger participou da Battle Royal em homenagem à André the Giant. No Superstars e Main Event, Swagger enfrentaria lutadores como Stardust, The Miz, Adam Rose e Heath Slater. No Raw de 2 de novembro, Swagger confrontou Colter, que havia se aliado a Alberto Del Rio. Swagger e Del Rio se enfrentaram em uma luta de cadeiras pelo título estadunidense no TLC: Tables, Ladders and Chairs, com Swagger sendo derrotado. No WWE Tribute to the Troops, Swagger derrotou Rusev em uma luta "Boot Camp".
No pré-show do Royal Rumble de 2016, Swagger e Mark Henry derrotaram Darren Young e Damien Sandow, os Dudley Boyz e The Ascension. Como recompensa, os dois se qualificaram para a luta Royal Rumble mais tarde naquela noite. Swagger foi o número 24, sendo rapidamente eliminado por Brock Lesnar. No Roadblock, Swagger foi derrotado por Chris Jericho. No WrestleMania 32, Swagger participaria da Battle Royal em homenagem a André the Giant, vencida por Baron Corbin.
Swagger foi liberado de seu contrato em 13 de março de 2017.

### Circuito Independente (2017-2019)
Hager voltou à luta profissional no circuito independente em 2017.Ele anunciou (usando seu nome de Jack Swagger) que ele iria se juntar à turnê australiana House of Hardcore 2017. A turnê australiana consiste em quatro eventos entre 16 de junho e 24 de junho.
Em 19 de maio, Swagger fez sua estréia na Federação Universal De Luta Livre no México.Em 21 de maio, Swagger foi derrotado por Alberto El Patrón.
Em 25 de maio, Swagger fez sua estréia no All American Wrestling, perdeu para Michael Elgin em um show especial de quinta-feira.
Em 12 de agosto, Swagger fez o seu debut no Compound Pro Wrestling em Tulsa, Oklahoma, onde ele derrotou Elvis Aliaga. Esta foi a primeira aparição de Swagger em Oklahoma desde a saída da WWE.

### All Elite Wrestling (2019-atualidade)
Hager assinou contrato com a All Elite Wrestling em Agosto de 2019 e fez a sua estreia no primeiro episódio de AEW Dynamite, o espectáculo semanal televisivo, derrubando The Elite (Kenny Omega e The Young Bucks) e juntando-se ao campeão mundial Chris Jericho, Sammy Guevara, Santana & Ortiz.
No segundo episódio, foi revelado que este grupo ao qual Hager se juntou se iria chamar "The Inner Circle" e que na AEW o nome dele seria Jake Hager. Jake Hager foi manager de Chris Jericho no seu combate de equipas com Sammy Guevara contra "Hangman" Adam Page e Dustin Rhodes. Jake Hager interferiu no combate dando um "lariat" a Dustin enquanto o árbitro estava distraído com uma possível lesão de Sammy e deu a vitória a Chris Jericho. Depois do final, Jake Hager e Adam Page entraram numa luta que continuou atrás do palco, podendo lançar uma rivalidade entre os dois.

## Carreira no MMA
Em 2017, Hager assinou com o Bellator para lutar na categoria peso-pesado.

## Vida pessoal
Em 2006, Hager se formou em economia na Universidade de Oklahoma. Ele trabalhou em uma firma em Dallas, mas foi contratado pela WWE no seu primeiro dia. Hager é bom amigo do ex-lutador Danny Hodge, morando dois quarteirões de distância de Hodge em Perry, Oklahoma, quando criança.
Hager se casou com Catalina White em dezembro de 2010. Os dois tiveram seu primeiro filho, Knox Sterling, em 17 de outubro de 2011. Em 18 de maio de 2015, eles tiveram a primeira filha, Presley Pearl.
Em 19 de fevereiro de 2013, Hager foi preso em Gulfport, Mississippi, após as gravações de um episódio do SmackDown. Ele foi acusado de possuir e dirigir sob o efeito de drogas. Hager foi solto e obrigado a aparecer na corte em 12 de março de 2013. Ele seria julgado em 25 de junho de 2013. Ele pagou multa de $500 e foi sentenciado a ficar seis meses em condicional.

## No wrestling
- Movimentos de finalização

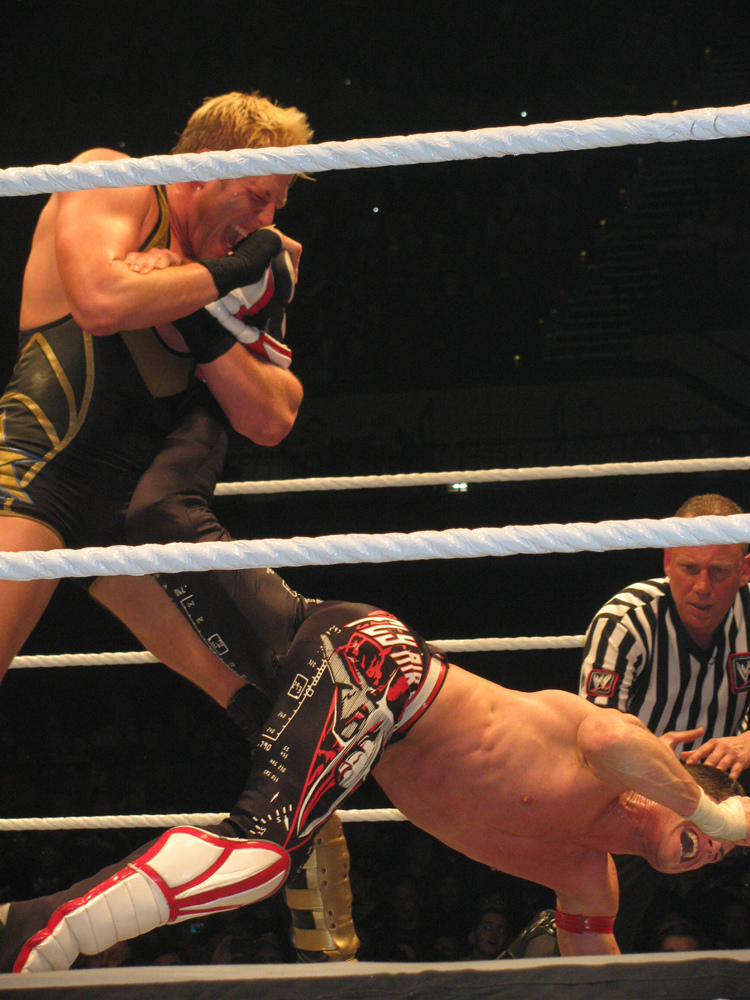
Swagger aplicando um Patriot lock em Evan Bourne.

  - Patriot Lock (Ankle lock)[117][118] – (2010–2017)
  - Gutwrench powerbomb[119][120] - 2008–2013
  - Red, White and Blue Thunder Bomb (Spin-out powerbomb seguida de pinfall)[121] – 2008
- Movimentos secundários
  - Abdominal stretch[122]
  - Corner slingshot splash[119]
  - Diversas variações de Suplex
    - Back[123]
    - German[124]
    - Gutwrench[125]
    - Northern Lights[126]
    - Side belly to belly,[127] por vezes da corda mais alta[128]
    - Vertical[119]
    - Wheelbarrow[119]

  - Oklahoma stampede[119][129]
  - Running knee lift[130]
  - Shoulderbreaker[126]
- Com Dolph Ziggler
  - Movimentos secundários em dupla
    - Wheelbarrow (Swagger) seguido de um Name-Dropper[131] ou um sitout facebuster (Ziggler)[132]
- Managers
  - The Swagger Soaring Eagle
  - Michael Cole
  - Vickie Guerrero[133]
  - Zeb Colter[134]
- Alcunhas
  - "The All-American American" ("O Americano Todo-Americano")[121]
  - "A Real American" ("Um Americano Real")
- Temas de entrada
  - "Get On Your Knees" por Age Against The Machine[135](18 de novembro de 2008—17 de fevereiro de 2013)[136]
  - "I Am Perfection (versão 2)" por Downstait (26 de setembro de 2011—25 de novembro de 2011; enquanto dupla com Dolph Ziggler)[136]
  - "Here to Show the World" por Jim Johnston e Downstait (25 de novembro de 2011—18 de junho de 2012; enquanto dupla com Dolph Ziggler)[137]
  - "Patriot" por Jim Johnston (23 de fevereiro de 2013—13 de março de 2017)

## Títulos e prêmios

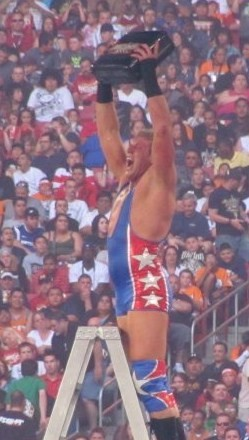
Swagger após ganhar a luta Money in the Bank no WrestleMania XXVI.

### Wrestling amador
- National Collegiate Athletic Association
  - NCAA Divisão I 285lb - 7° lugar da Universidade de Oklahoma[138]

### Wrestling profissional
- Florida Championship Wrestling
  - FCW Florida Heavyweight Championship (1 vez)[17]
  - FCW Southern Heavyweight Championship (1 vez)[16]
- Pro Wrestling Illustrated
  - PWI o colocou na #18ª posição dos 500 melhores lutadores individuais em 2009[139]
  - PWI o colocou na #21ª posição dos 500 melhores lutadores individuais em 2010
  - PWI o colocou na #39ª posição dos 500 melhores lutadores individuais em 2011
- World Wrestling Entertainment / WWE
  - ECW Championship (1 vez)[28]
  - World Heavyweight Championship (1 vez)[44][140]
  - United States Championship (1 vez)[141]
  - Mr. Money in the Bank (Março de 2010)[41]